# وقواق شائع
وقواق شائع (الاسم العلمي: Cuculus canorus) (بالإنجليزية: Common Cuckoo)‏ هو نوع من الطيور يتبع جنس الوقواق من فصيلة طيور الوقواق.